# Gender

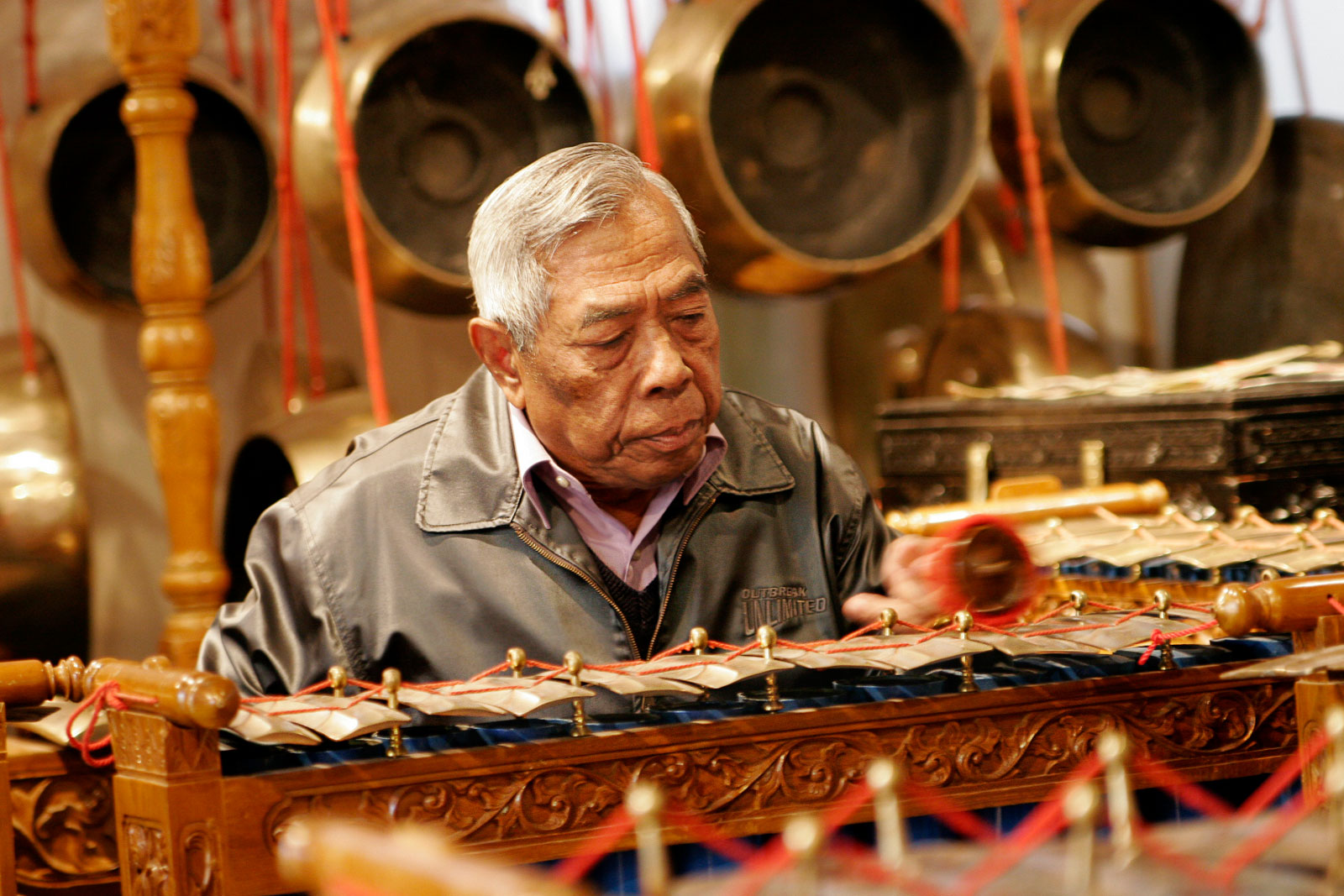
Un home tocant un gender

Un gender és un tipus de metal·lòfon utilitzat en la música per a gamelan, tant balinesa com javanesa. Consta de 10 a 14 barres metàl·liques afinades suspeses sobre un ressonador afinat de bambú o metall, que es colpegen amb una baqueta (panggul) amb un disc de fusta (a Bali) o un disc de fusta encoixinat (a Java). Cada làmina és una nota diferent, i en total acostumen a abastar un registre d'una mica més de dues octaves. Hi ha cinc notes per octava, seleccionades de les set del sistema del pelog, de manera que es prescindeix de dues, seguint el patet. La majoria dels gamelans inclouen tres gender, un afinat en el sistema slendro, un en pelog pathet nem i lima, i un en pelog pathet barang.
El gender és similar al gangsa balinès, que també té un ressonador individual sota cada làmina, i al saron, que, tot i ressonar en una única caixa, també té un conjunt de làmines metàl·liques afinades. També és similar al slentem javanès; aquest és menys greu i té una quantitat menor de notes.
En alguns tipus de gamelan, s'utilitzen dos genders, un, l'anomenat gender panerus, una octava més alta que l'altre. En el gamelan Surakarta, el gender panerus toca un patró melòdic monòdic, seguint un patró similar al siter. El gender barung toca un patró melòdic més lent, però més complex, que inclou línies melòdiques amb cada mà, més separades, i que coincideixen en intervals de kempyung (aproximadament una quinta) i gembyang (octava). Les dues melodies de vegades van en moviment paral·lel, però sovint generen textures contrapuntístiques. Quan es toca el gender barung amb dos baquetes, la tècnica d'amortiment, important en la majoria dels instruments de gamelan, es torna més exigent, i les notes dels atacs anteriors han de ser esmorteïdes per la mateixa mà immediatament després que els nous són colpejats. Això esdevé possible tocant amb les baquetes disposades en cert angle respecte a la mà (per esmorteir una tecla i tocar l'altra), però pot requerir una petita pausa.
 Tots dos tipus de gender executen patrons semi-improvisats anomenats cengkok, que generalment es desenvolupen sobre el seleh. Aquests patrons són relativament fixos, però es poden variar per qüestions estilístiques, de pathet, d'irama, i segons l'afecte principal de l'obra o l'habilitat de l'executant. El repertori de cengkok per gender està més desenvolupat i definit que el de la majoria dels altres instruments d'elaboració. De la mateixa manera, el gender barung també dona peu a la modificació de parts o irama, especialment quan no hi ha rebab. També pot tocar la introducció (buka) d'una peça.